# Überquerung
Von Überquerung spricht man, wenn ein Verkehrsweg oder eine technische Anlage (z. B. Rohrleitung oder Freileitung) ein Hindernis oberirdisch quert. Überquerungen von Hindernissen sind in vielen Fällen leichter realisierbar als Unterquerungen. Da sie aber mitunter als störend empfunden werden und etwa das Stadtbild beeinträchtigen, werden oft auch einfache Überquerungen architektonisch und farblich gestaltet. Für die Überführung von Verkehrswegen kommen hierbei Brücken oder Dämme zum Einsatz. 

Über Freileitungsüberquerungen siehe Freileitungskreuzung, zur Führung von Öl-, Gas- oder Wasserleitungen siehe Rohrleitungsbrücke und Düker.

## Weitere Bezeichnungen
In der Alltagssprache wird auch das Überqueren von Straßen oder Hindernissen durch Fußgänger als solche bezeichnet. Vielfach sind dafür eigene Bauwerke vorgesehen, beispielsweise
- Überführung, Fußgängerübergang
- Furt, Steg

Mit Überquerung wird auch der Ortswechsel selbst bezeichnet, insbesondere eine Gebirgsüberquerung, die Überfahrt eines breiten Gewässers oder ein Interkontinentalflug.

## Überschreitung
Speziell beim Bergsteigen gibt es den Begriff „Überschreitung“. Er wird verwendet, wenn ein Berggipfel auf einer Route erstiegen und auf einer deutlich anderen Route im Abstieg wieder verlassen wird.
Da eine Überschreitung oft besondere Anforderungen an die Logistik, die Lager und der Schwere der Routen stellt, ist eine Überschreitung höher angesehen als ein Auf- und Abstieg auf derselben Route – schließlich kann man bei einer Überschreitung die leichteste Route zwar im Anstieg, dann nicht aber auch noch im Abstieg begehen.
Der höchste Berg der Erde, der Mount Everest, wurde zum Beispiel erst 1963, zehn Jahre nach seiner Erstbesteigung, erstmals und bei insgesamt weit über 4000 Besteigungen (Stand 2008) noch keine 40-mal überschritten.